# São Paulo das Missões
São Paulo das Missões è un comune del Brasile nello Stato del Rio Grande do Sul, parte della mesoregione del Noroeste Rio-Grandense e della microregione di Cerro Largo.